# Eparchia św. św. Piotra i Pawła w Melbourne
Eparchia św. św. Piotra i Pawła w Melbourne – eparchia Kościoła katolickiego obrządku bizantyńsko-ukraińskiego, obejmująca swoim zasięgiem całą Australię i Oceanię. Siedzibą eparchy jest Melbourne. Została erygowana 10 maja 1958 jako egzarchat apostolski Australii wiernych obrządku wschodniego. W 1982 został podniesiony do rangi eparchii, uzyskując obecną nazwę. 
W ślad za Ukraińskim Kościołem Greckokatolickim na Ukrainie, w Polsce i Azji Środkowej, eparchia św. św. Piotra i Pawła w Melbourne postanowiła przeprowadzić reformę kalendarza. Zgodnie z dekretem biskupa Mykoły Byczki z dnia 22 marca 2023 r., od 1 września 2023 r. UKGK w Australii i Oceanii całkowicie przejdzie na kalendarz gregoriański, w tym święta ruchome, w przeciwieństwie do UKGK w Eurazji. 

## Biskupi
- Iwan Praszko (Ivan Prasko) – od 10 maja 1958 r. jako egzarcha apostolski, od 24 czerwca 1982 r. do 16 grudnia 1992 r. jako eparcha (biskup diecezjalny), potem biskup senior do śmierci 28 stycznia 2001 r.
- Peter Stasiuk, CSsR – od 16 grudnia 1992 do 15 stycznia 2020
- kard. Mykoła Byczok, CSsR – od 15 stycznia 2020

## Parafie
- Ardeer – Zaśnięcia N.M.P.;
- Auckland – MB Nieustającej Pomocy;
- Brisbane – Opieki MB;
- Canberra – św. Włodzimierza;
- Christchurch – św. Piotra Ap.;
- Hobart – Przemienienia Pańskiego;
- Launceston – Św. Rodziny;
- Lidcombe – św. Andrzeja Ap.;
- Melbourne – katedralna św. św. ap. ap. Piotra i Pawła;
- Newcastle – Opieki MB;
- Northam – Narodzenia N.M.P.;
- Perth – św. Jana Chrzciciela;
- Queanbeyan – św. Michała Arch.;
- Wayville – Opieki MB;
- Wodonga – św. Olgi;
- Wollongong – św. Włodzimierza;
- Woodville – św. św. Włodzimierza i Olgi;